# Кура-Промысел
Кура-Промысел — покинутый посёлок в муниципальном образовании «город Горячий Ключ» Краснодарского края России. Входит в состав Кутаисского сельского округа.

## География
Посёлок расположен в центральной части края, на северных склонах западной части Главного Кавказского хребта, примерно в 600 метрах от юго-восточной окраины пос. Кура-Транспортный.

## История
Согласно Закону Краснодарского края от 10 марта 2004 года № 669-КЗ посёлок Кура-Промысел вошёл в состав образованного муниципального образования город Горячий Ключ.

## Население
| 2002 | 2010 |
| ---- | ---- |
| 1    | ↘0   |

Национальный состав
Согласно результатам переписи 2002 года, в национальной структуре населения русские составляли 100 % от 1 жителя.

## Инфраструктура
Социальные объекты в населённом пункте отсутствуют.

## Транспорт
Проходит автодорога регионального значения «г. Горячий Ключ — г. Хадыженск» (идентификационный номер 03 ОП РЗ 03К-029)
Остановка общественного транспорта.